# Ferdinand von Bredow

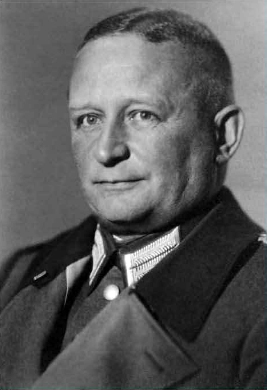
Ferdinand von Bredow, 1930

Ferdinand von Bredow (* 16. Mai 1884 in Neuruppin; † 30. Juni oder 1. Juli 1934 in Berlin) war ein deutscher Offizier, zuletzt Generalmajor der Reichswehr. Er war ein enger Mitarbeiter und Vertrauter Kurt von Schleichers sowie seit 1932 stellvertretender Reichswehrminister. Er wurde wie Schleicher im Zuge des so genannten Röhm-Putsches von den Nationalsozialisten ermordet.

## Leben
Ferdinand von Bredow entstammte dem märkischen Uradelsgeschlecht Bredow. Er war ein Sohn des preußischen Generals der Infanterie Hasso von Bredow (1851–1922) und dessen Ehefrau Emilie, geborene von Zeuner (1859–1953).
Die Vorschule des Friedrich-Wilhelm-Gymnasiums besuchte er in Neuruppin und wechselte als Zehnjähriger 1894 an das Kadettenhaus nach Plön. Anschließend besuchte er die Hauptkadettenanstalt und wurde am 22. März 1902 als Leutnant dem Königin Elisabeth Garde-Grenadier-Regiment Nr. 3 der Preußischen Armee in Charlottenburg überwiesen. Zur weiteren Ausbildung absolvierte er von Oktober 1910 bis Juli 1913 die Kriegsakademie in Berlin, avancierte während dieser Zeit Mitte Juni 1911 zum Oberleutnant und war ab dem 22. März 1914 zum Großen Generalstab kommandiert.
Mit der Mobilmachung anlässlich des Ersten Weltkriegs wurde Bredow zunächst Regimentsadjutant des Reserve-Infanterie-Regiments Nr. 77. Nachdem er am 8. November 1914 zum Hauptmann aufgestiegen war, wurde er 1915 als Adjutant der 26. und später der 38. Reserve-Infanterie-Brigade verwendet. 1917 erfolgte seine Kommandierung zum Generalstab der 35. Infanterie-Division sowie die Zuweisung zum Generalstab des III. und des VIII. Armee-Korps. Mit der Versetzung in den Generalstab der Armee wurde Bredow am 21. April 1918 als Erster Generalstabsoffizier dem Generalstab der 14. Reserve-Division zugeteilt. Ausgezeichnet mit beiden Klassen des Eisernen Kreuzes und dem Ritterkreuz des Königlichen Hausordens von Hohenzollern mit Schwertern wurde Bredow nach dem Waffenstillstand von Compiègne am 18. Dezember 1918 dem Chef des Generalstabes der Armee zugeteilt und fungierte als Verbindungsoffizier bei der Kommandostelle Kolberg.
Mit der Bildung der Reichswehr war Bredow ab 1. Oktober 1919 beim Stab des Gruppenkommandos 2 in Kassel. Am 30. April 1920 wurde er zum Reichswehrministerium in die Abwehrgruppe kommandiert. Unter Belassung in dieser Stellung erfolgte am 1. Oktober 1920 seine Versetzung zum Gruppenkommando 2 und zwei Monate später zum Gruppenkommando 1.
In Kassel hatte Ferdinand von Bredow seine zukünftige Ehefrau, Anne Wedekind, die Tochter des Großkaufmanns Carl Knille kennengelernt. Im Jahre 1920 heirateten sie und aus der Ehe ging ihr Sohn Carl-Hasso, geboren am 26. August 1925, hervor.
Mit der Ernennung zum Kompaniechef im 17. Infanterie-Regiment in Braunschweig kehrte Bredow am 1. April 1923 in den Truppendienst zurück. In dieser Zeit trat er auch dem Verein der Angehörigen des ehemaligen Generalstabes e. V. bei. Er stieg am 1. April 1924 zum Major auf und am 1. Oktober 1925 wurde er als Referent in die Wehrmachts-Abteilung (W) des Reichswehrministeriums nach Berlin versetzt. Sein Abteilungsleiter war Kurt von Schleicher. Am 1. April 1928 wurde seine Tätigkeit im Reichswehrministerium für ein Jahr unterbrochen. Er wurde nach Neuruppin versetzt und übernahm dort den Posten des Kommandeurs des dort neu eingerichteten II. Bataillons im 5. (Preußisches) Infanterie-Regiments, dass bislang in Prenzlau stationiert war. Das Ziel war dabei, Neuruppin wieder als Garnisonsstadt auszurichten. Eine herzliche Freundschaft verband ihn hier mit dem damaligen Bürgermeister Ernst Blümel († 1933). Die Beförderung Bredows zum Oberstleutnant erfolgte im Februar 1929. Noch im gleichen Jahr kehrte Bredow in das Reichswehrministerium zurück und übernahm am 1. Juni 1929 die Leitung der Abwehrabteilung (Abw) im Ministeramt (MA), welche aus der Abwehrgruppe hervorgegangen war. Das Ministeramt, dem die Abwehrabteilung nunmehr direkt zugeordnet war, hatte Schleicher kurz vorher eingerichtet, um eine noch straffere innere Organisation durchsetzen zu können. Chef des Ministeramtes und damit direkter Vorgesetzter Bredows war Kurt von Schleicher.
Neben den Aufgaben der Abwehrabteilung war Bredow Schleichers persönlicher „Informationsdienst“ ebenfalls unterstellt. Hier wirkte unter anderen Eugen Ott, der persönliche Beauftragte Schleichers, eng mit Bredow zusammen. In dieser Phase des bereits deutlichen Niedergangs der Weimarer Republik waren die Aufgabenfelder der Abwehr sehr stark auf die Inneren Prozesse ausgerichtet. So entwickelte Bredow, unter strengster Geheimhaltung, Pläne zum zukünftigen Einsatz der Reichswehr für den Schutz des Staates gemäß Artikel 48 der Weimarer Verfassung. Er verfügte über Interna führender Kreise der NSDAP, der SA, der SS und auch der KPD. Es wurden Dossiers über Adolf Hitler, das war eine Initiative, die durch Schleicher ausgelöst worden war, geführt. Darin enthalten war unter anderem eine Gesundheitsakte über dessen Geistes- und Gesundheitszustand, über Behandlungen bei einem Psychologen in Pasewalk. Und es gelang 1931 ein chiffriertes Telegramm Hermann Görings an den italienischen Botschafter in Berlin Luca Orsini Baroni (1871–1948) zu entschlüsseln, das Hinweise auf konkrete Putschpläne enthielt. In seiner Position hatte Bredow durchaus ernstzunehmende Feinde.
Im Oktober 1931 wurde er zum Oberst befördert und war als Chef des Ministeramtes für den Fall vorgesehen, dass Schleicher Reichswehrminister würde. Inzwischen hatte er sich auch in Berlin gesellschaftlich etabliert. Er war Mitglied in mehreren wichtigen Klubs, so gehörte er seit dem Mai 1931 dem „Klub von Berlin“ als außerordentliches Mitglied an. Er war Mitglied des „Herrenclubs“, nahm in den Räumlichkeiten unterschiedlicher Klubs sein Essen ein, traf sich hier zu Gesprächen und knüpfte dabei ein weitreichendes Netz in unterschiedliche Bereiche des gesellschaftlichen Lebens. Vor allem unterhielt er in dieser Zeit breit gefächerte Wirtschaftskontakte. Befreundet war er und pflegte häufigen Umgang mit Personen im Bereich der öffentlichen Meinungsbildung. So gehörten zu diesem Umgangskreis die Journalistin Bella Fromm (1890–1972) und der Herausgeber der Zeitschrift Politik und Gesellschaft Edgar von Schmidt-Pauli. Intensive Kontakte unterhielt er auch nach Frankreich. Besonders freundschaftlich verbunden war er der Familie des Botschafters von Frankreich in Berlin, André François-Poncet (1887–1978), mit dessen Frau und deren Söhnen. Einladungen in die Privatwohnung der Familie Bredow in die Berliner Spichernstraße 15 gehörten zum normalen gesellschaftlichen Ritual. Als Schleicher am 2. Juni 1932 Reichswehrminister wurde, folgte Bredow ihm als amtierender Chef ins Ministeramt und wurde damit zugleich auch Stellvertreter Schleichers. Nachdem Schleicher im Dezember 1932 zum Reichskanzler ernannt worden war, übernahm Bredow kommissarisch die Leitung des Reichswehrministeriums.
Im Januar 1933 plädierte Bredow neben Eugen Ott und Kurt von Hammerstein-Equord für einen militärischen Staatsstreich mit Einsatz der Reichswehr, um den Sturz der Regierung Schleicher zu verhindern. Als Schleicher diesen Plänen nicht stattgab und Ende Januar 1933 als Kanzler demissionierte, wurde am 28. Januar Franz von Papen durch Reichspräsident Hindenburg mit der Bildung einer Regierung beauftragt, in der Adolf Hitler zum Kanzler bestellt wurde. Nach Antritt der Regierung Hitler am 30. Januar 1933 und der Übernahme des Reichswehrministeriums durch Werner von Blomberg erfuhr Bredow noch am gleichen Tag, dass er sein Amt zur Verfügung zu stellen hatte. Das kam völlig überraschend für ihn. Aber nach einem Gespräch mit Blomberg reichte er am 1. Februar 1933 seinen Abschied ein und wurde sofort durch Walter von Reichenau ersetzt. Mit seiner Entlassung erhielt er den Charakter als Generalmajor.

### Letzte Jahre (1933–1934)
Eine von Bredow geplante Parisreise im Januar 1934 wuchs sich zu einer kleinen Staatsaffäre aus. Er besorgte sich Empfehlungsschreiben französischer und englischer Attachés in Berlin, die ihm in Paris einige „Türen öffnen“ sollten. Auf der Grenzstation Herbesthal holte die Polizei ihn aus dem Zug, fand die Diplomatenbriefe und verhaftete ihn. Auf Veranlassung von Reichswehrminister Blomberg wurde er jedoch wieder freigelassen. Mit hoher Wahrscheinlichkeit stand er auch bereits unter besonderer Beobachtung des NS-Sicherheitsapparates, als er am 17. März 1934 erneut nach Frankreich reiste. Hier hatte er unter anderem ein Treffen mit dem deutschen Botschafter in Paris Roland Köster. Fast zeitgleich veröffentlichte ein Pariser Emigrantenverlag das anonyme Tagebuch eines Reichswehrgenerals. Irrtümlicherweise nahmen die Spitzen der NSDAP an, dass Bredow der anonyme Verfasser des Buches sei.
Bredow erfuhr noch am späten Nachmittag des 30. Juni 1934 von der Ermordung Schleichers und dessen Ehefrau in Potsdam-Babelsberg. Obwohl er gewarnt wurde, entschloss sich Bredow, bei seiner Familie zu bleiben. Am Abend des gleichen Tages wurde er von vier Zivilisten in seiner Wohnung Spichernstraße 15 verhaftet. Sie hatten sich durch einen Hausmeister über den Hintereingang des Hauses Zugang verschafft. Von der Wohnung aus war ihr Ziel die Kaserne der Leibstandarte Adolf Hitler in der Finckensteinallee in Berlin-Lichterfelde. Bredow war bereits bei der Ankunft tot. Sein Kopf wies zwei Schussverletzungen auf. Bei einer Hausdurchsuchung kurz nach seiner Verschleppung hatten Gestapo-Beamte hauptsächlich persönliche Unterlagen, dienstliche Dokumente, Briefe, vor allem zu seinen Frankreich-Kontakten, gesucht und mitgenommen.
Der Schwager Curt von Schroeter bemühte sich mehrfach in der Prinz-Albrecht-Straße um Aufklärung der nicht erklärten Verhaftung. Erst am 6. Juli 1934 informierten ihn Beamte der Geheimen Staatspolizei mündlich über Bredows Tod. Am 9. Juli erfolgte dann die offizielle Benachrichtigung. Der Totenschein wies das Datum des 1. Juli 1934 um 10.45 Uhr aus. Seine Frau wurde dringend aufgefordert, die übergebene Urne in aller Stille beizusetzen. Die Beisetzung Ferdinand von Bredows erfolgte auf dem Waldfriedhof Köpernitz im Ortsteil Heinrichsdorf nahe dem Gutshaus seiner Schwiegereltern.

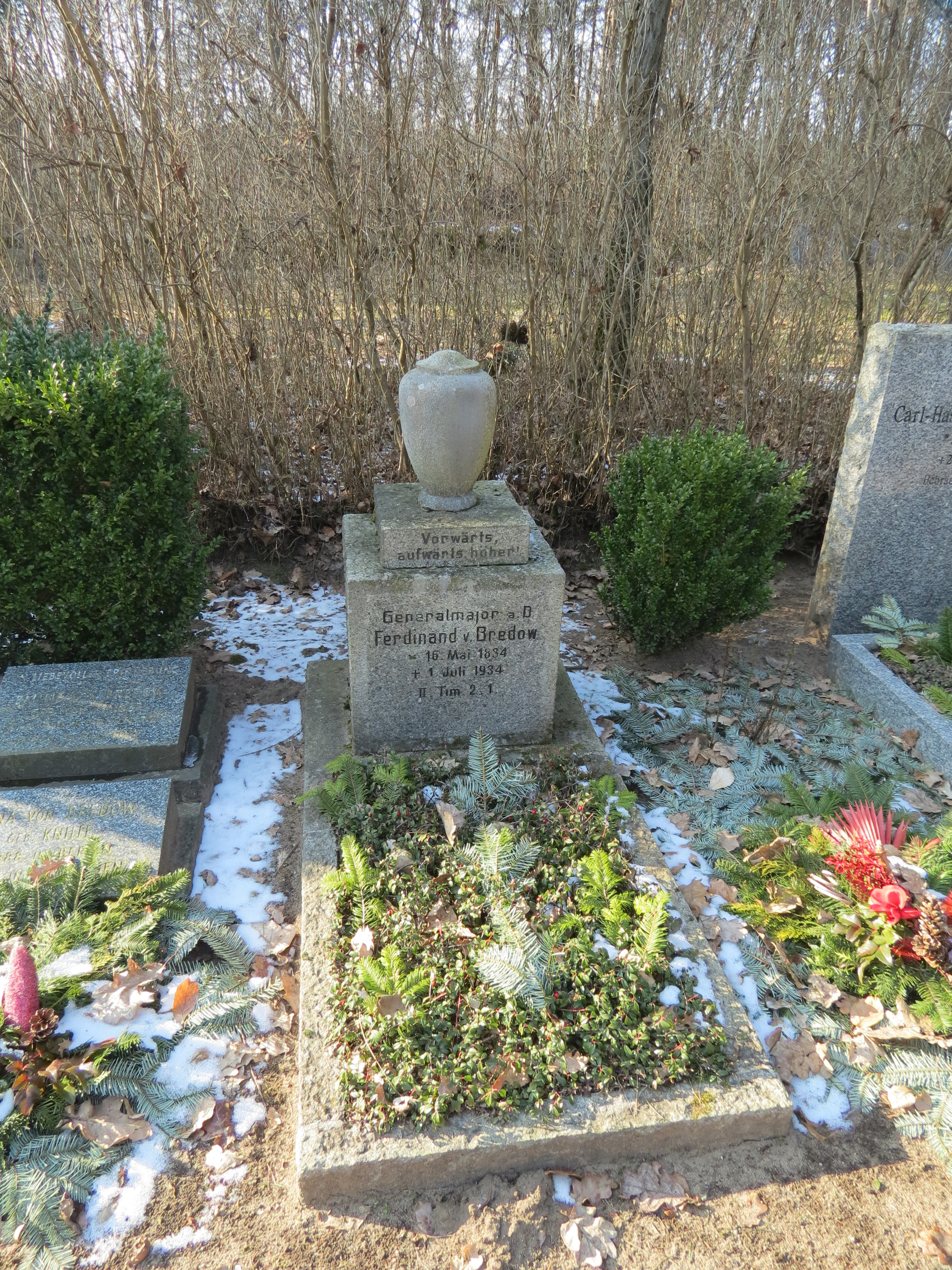
Grabstätte von Ferdinand von Bredow auf dem Waldfriedhof Köpernitz, Ortsteil Heinrichsdorf der Stadt Rheinsberg

Zum Zeitpunkt der Verhaftung von Bredow war sein Sohn Carl-Hasso (1925–2011) acht Jahre alt. Nach der Ermordung seines Vaters erhielt er eine Erziehungsbeihilfe von 150 Reichsmark im Monat ausgezahlt.

### Rezeption
In der historischen Forschung werden verschiedene mögliche Motive für Bredows Ermordung angenommen. Zum einen wird davon ausgegangen, dass sein gewaltsamer Tod eine logische Konsequenz aus der Ermordung des ehemaligen Reichskanzlers Kurt von Schleicher am 30. Juni 1934 im Rahmen des „Röhm-Putsches“ war. Bredow galt als politisch Gleichgesinnter und engster Vertrauter Schleichers seit 1920, dem er vor allem seit 1929 Zug um Zug als Nachfolger in das jeweilige Amt unmittelbar gefolgt war. Ihrer beider Auffassung und Handeln war ab etwa 1930 darauf gerichtet, eine Machtübernahme der Nationalsozialisten und besonders Adolf Hitlers zu verhindern.
Zum anderen wird angenommen, dass Bredow durch seine frühere Tätigkeit als Leiter der Abwehrabteilung im Reichswehrministerium mit delikaten – und im Falle einer Enthüllung womöglich kompromittierenden – Interna der NSDAP vertraut war. Eine andere Theorie hebt auf die persönliche Verfolgung Bredows durch Hermann Göring ab. Göring hatte sich im November 1932 im Gespräch mit Bredow angeboten, ein Luftfahrtministerium aufzubauen und dabei erklärt, er sei dazu auch unter einem anderen Kanzler als Hitler bereit. Nach der „Machtergreifung“ Hitlers, so die Überlegung, habe Göring den unliebsamen Mitwisser seiner kurzzeitigen Zweifel an Hitlers Erfolg im Kampf um die Macht und der erwogenen Überläuferei loswerden wollen.

## Gedenkstele

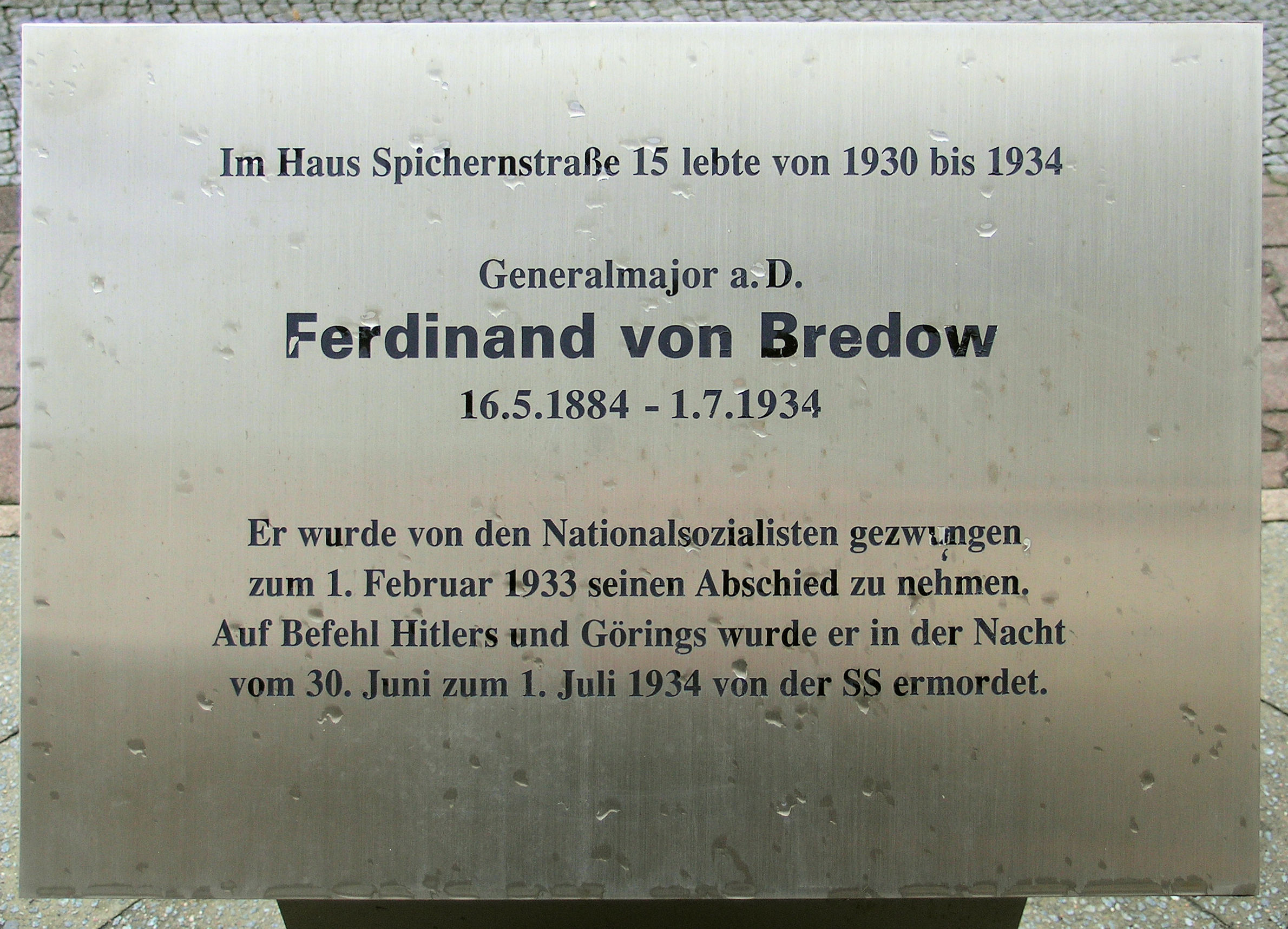
Gedenktafel vor dem Haus Spichernstraße 15 in Berlin-Wilmersdorf

Zum 124. Geburtstag Ferdinand von Bredows am 16. Mai 2008 wurde im Beisein unter anderem des Sohnes Carl-Hasso von Bredow, des Bundeswehr-Brigadegenerals Christian Westphal, des Leiters der Gedenkstätte Deutscher Widerstand Johannes Tuchel und der Herausgeberin von Bredows Aufzeichnungen aus den Jahren 1933/34, Irene Strenge, vor dem Haus Spichernstraße 15 in Berlin-Wilmersdorf, wo die Familie von 1930 bis 1934 gewohnt hatte, eine Gedenkstele mit Inschrift enthüllt. Darauf ist zu lesen „auf Befehl Hitlers und Görings wurde er in der Nacht vom 30. Juni zum 1. Juli 1934 von der SS ermordet“. Die Patenschaft für die Tafel übernahm der Bundesminister der Verteidigung.
Carl-Hasso von Bredow, der später als Bankkaufmann beim Bankhaus Metzler in Frankfurt/M. tätig war, war unter anderem Ehrengast des öffentlichen Gelöbnisses von Bundeswehrrekruten vor dem Berliner Reichstagsgebäude am 20. Juli 2010, außerdem berichtete er verschiedentlich vor Schulklassen über die damaligen Ereignisse und Zeitumstände.